# Mamadou Diakhon
Mamadou Diakhon (Straatsburg, 22 september 2005) is een Frans voetballer die bij voorkeur als  vleugelspeler speelt. Hij speelt bij Club Brugge.

## Clubcarrière
Op 27 mei 2023 debuteerde Diakhon voor Stade de Reims in de Ligue 1 tegen Olympique Lyon. In juli 2023 tekende hij zijn eerste profcontract. In mei 2025 verloor hij met Reims de  bekerfinale van Paris Saint-Germain en degradeerde de club ook naar de Ligue 2. Op 18 augustus 2025 tekende hij een vierjarig contract bij  Club Brugge, dat 8,5 miljoen euro betaalde voor de linksbuiten. Eén dag later debuteerde hij in de play-offs van de UEFA Champions League tegen Rangers.